# Supercopa do Brasil de 2021
A Supercopa do Brasil de 2021 (Supercopa Kia por questões de patrocínio) foi a quarta edição desse torneio, que retornou em 2020, após 27 anos sem disputa. Uma competição brasileira de futebol, organizada pela Confederação Brasileira de Futebol (CBF) que reuniu as equipes campeãs do Campeonato Brasileiro e da Copa do Brasil, ambos de 2020. A competição foi disputada com um clássico em um jogo único no dia 11 de abril, às 11 horas, no Estádio Mané Garrincha, em Brasília.
O campeão foi o Flamengo, que conquistou a taça em disputa por pênaltis vencida contra o Palmeiras, após uma partida decisiva bastante disputada que terminou empatada por 2–2. Foi o segundo ano consecutivo de conquista da equipe carioca.
A premiação para o campeão foi de cinco milhões de reais e para o vice-campeão, de dois milhões de reais.

## Local da disputa e público
A CBF encaminhou o local da disputa para o estádio Mané Garrincha após reunião, em 18 de março, com os representantes do consórcio que administra o estádio. Entretanto, havia um veto do governo do Distrito Federal ao futebol no local e a diretoria da CBF esteve com o governador Ibaneis Rocha em 16 de março para tratar sobre o assunto.
Chegou a se cogitar a possibilidade da partida ter um público de sete mil pessoas, sendo apenas profissionais de saúde e pessoas que foram vacinadas da COVID-19. No entanto, com o aumento no número de casos de coronavírus no país, a ideia foi descartada e a partida foi realizada sem público.
Em 5 de abril, a CBF confirmou oficialmente a arbitragem, o local e o horário da partida. No dia 8, porém, decisão do Tribunal Regional Federal da 1ª Região determina o retorno do lockdown no Distrito Federal, voltando a valer as medidas restritivas de combate à Pandemia da COVID-19, dentre elas a proibição da realização de eventos esportivos, o que inviabilizaria a disputa da Supercopa na capital federal. Em 11 de abril, o Superior Tribunal de Justiça (STJ) acatou o recurso do Governo do Distrito Federal e a partida foi liberada.

## Participantes
| Clube     | Cidade         | Classificação                                      | Participação |
| --------- | -------------- | -------------------------------------------------- | ------------ |
| Flamengo  | Rio de Janeiro | Campeão do Campeonato Brasileiro de 2020 - Série A | 3ª           |
| Palmeiras | São Paulo      | Campeão da Copa do Brasil de 2020                  | 1ª           |

## Regulamento
A final foi realizada em partida única e, caso ocorresse empate, a decisão seria por disputa por pênaltis.

## Partida
| 11 de abril | Flamengo                       | 2 – 2  | Palmeiras                   | Estádio Mané Garrincha, Brasília                           |
| 11:00       | Gabriel 22' · Arrascaeta 45+3' | Súmula | 1', 74' (pen) Raphael Veiga | Público: Portões fechados Árbitro: RS Leandro Pedro Vuaden |

|                                                                                         |       | Penalidades                                                                                           |  |
| Arrascaeta Filipe Luís Matheuzinho Vitinho Gabriel João Gomes Pepê Michael Rodrigo Caio | 6 – 5 | Raphael Veiga Gustavo Gómez Gustavo Scarpa Luan Danilo Matías Viña Gabriel Menino Gabriel Veron Mayke |  |

| Flamengo | Palmeiras |

| GK           | 1            | Diego Alves            |              |       |
| DF           | 44           | Mauricio Isla          | 41'          | 62'   |
| DF           | 5            | Willian Arão           | 76'          |       |
| DF           | 3            | Rodrigo Caio           | 71'          |       |
| DF           | 16           | Filipe Luís            |              |       |
| MF           | 10           | Diego                  |              | 62'   |
| MF           | 8            | Gerson                 |              | 87'   |
| MF           | 7            | Éverton Ribeiro        |              | 78'   |
| MF           | 14           | Giorgian De Arrascaeta |              |       |
| FW           | 27           | Bruno Henrique         |              | 87'   |
| FW           | 9            | Gabriel                |              |       |
| Substitutos: |              |                        |              |       |
| GK           | 45           | Hugo Souza             |              |       |
| DF           | 2            | Gustavo Henrique       |              |       |
| DF           | 4            | Léo Pereira            |              |       |
| DF           | 6            | Renê                   |              |       |
| DF           | 30           | Bruno Viana            |              |       |
| DF           | 34           | Matheuzinho            |              | 62'   |
| MF           | 17           | Hugo Moura             |              |       |
| MF           | 35           | João Gomes             |              | 62'   |
| MF           | 40           | Pepê                   |              | 87'   |
| FW           | 11           | Vitinho                |              | 78'   |
| FW           | 19           | Michael                |              | 87'   |
| FW           | 43           | Rodrigo Muniz          |              |       |
| Treinador:   |              |                        |              |       |
| Rogério Ceni | Rogério Ceni | Rogério Ceni           | Rogério Ceni | 90+3' |

| GK            | 21            | Weverton         |          |     |
| DF            | 2             | Marcos Rocha     |          | 59' |
| DF            | 13            | Luan             | 53'      |     |
| DF            | 15            | Gustavo Gómez    |          |     |
| DF            | 17            | Matías Viña      |          |     |
| MF            | 30            | Felipe Melo      | 9'       | 46' |
| MF            | 8             | Zé Rafael        |          | 46' |
| MF            | 23            | Raphael Veiga    |          |     |
| FW            | 19            | Breno Lopes      |          |     |
| FW            | 7             | Rony             |          | 90' |
| FW            | 11            | Wesley           | 11'      | 59' |
| Substitutos:  |               |                  |          |     |
| GK            | 42            | Jailson          |          |     |
| DF            | 6             | Lucas Esteves    |          |     |
| DF            | 12            | Mayke            | 79'      | 59' |
| DF            | 26            | Victor Luis      |          |     |
| DF            | 33            | Alan Empereur    |          |     |
| MF            | 5             | Patrick de Paula |          |     |
| MF            | 14            | Gustavo Scarpa   |          | 90' |
| MF            | 25            | Gabriel Menino   |          | 46' |
| MF            | 28            | Danilo           |          | 46' |
| FW            | 27            | Gabriel Veron    |          | 59' |
| FW            | 29            | Willian          |          |     |
| FW            | 37            | Rafael Papagaio  |          |     |
| Treinador:    |               |                  |          |     |
| Abel Ferreira | Abel Ferreira | Abel Ferreira    | 36', 38' |     |

| Bandeirinhas: RS Rafael da Silva Alves RS Jorge Eduardo Bernardi Quarto árbitro: DF Sávio Pereira Sampaio Árbitro assistente de vídeo: PB Wagner Reway Árbitros assistentes de árbitro de vídeo: RS Daniel Nobre Bins RS José Eduardo Calza |

## Premiação
| Supercopa do Brasil de 2021     |
| Rio de Janeiro                  |
| ------------------------------- |
| FLAMENGO Bicampeão (2.º título) |

### Craque do jogo
De Arrascaeta (Flamengo)